# ایتادی
ایتادی (به لاتین: Aithadi) یک منطقهٔ مسکونی در بنگلادش است که در استان چیتاگونگ واقع شده‌است.